# Martha De Laurentiis

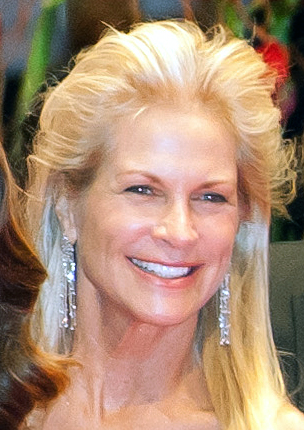
Martha De Laurentiis (2015)

Martha De Laurentiis (* 10. Juli 1954 in Lancaster, Pennsylvania als Martha Schumacher; † 4. Dezember 2021) war eine US-amerikanische Filmproduzentin.

## Leben
Gemeinsam mit ihrem späteren Mann Dino De Laurentiis gründete sie 1980 die Produktionsfirma De Laurentiis Company. Sie produzierten über 40 Filme und Serien.
2015 war sie Mitglied der internationalen Jury der 65. Berlinale.
Martha De Laurentiis starb nach langem Kampf gegen den Krebs. Sie hinterlässt zwei Töchter.

## Filmografie (Auswahl)
Als Produzentin
- 1984: Der Feuerteufel (Firestarter)
- 1985: Katzenauge (Cat’s Eye)
- 1985: Der Werwolf von Tarker Mills (Silver Bullet)
- 1986: Der City Hai (Raw Deal)
- 1986: Rhea M – Es begann ohne Warnung (Maximum Overdrive)
- 1986: King Kong lebt (King Kong Lives)
- 1987: Das Schlafzimmerfenster (The Bedroom Window)
- 1987: Verabredung mit einem Engel (Date with an Angel)
- 1996: Unforgettable
- 1997: Breakdown
- 2000: U-571
- 2001: Hannibal
- 2002: Roter Drache (Red Dragon)
- 2007: Hannibal Rising – Wie alles begann (Hannibal Rising)
- 2007: Die letzte Legion (The Last Legion)
- 2007: Virgin Territory

Als Executive Producer
- 1990: 24 Stunden in seiner Gewalt (Desperate Hours)
- 1992: Es war einmal ein Mord (Once Upon a Crime)
- 1994: Lust auf Rache (Temptation)
- 2013–2015: Hannibal (Fernsehserie, 39 Folgen)